# Министерство внутренних дел Кыргызстана
Министерство внутренних дел (МВД) Республики Кыргызстан (кирг. Кыргыз республикасынын ички иштер министрлиги) — государственный вооружённый правоохранительный орган, осуществляющий исполнительные и распорядительные функции по обеспечению общественного порядка и безопасности, а также по борьбе с преступностью. Единая система внутренних дел республики состоит из министерства, подчинённых ему областных, городских, районных, главных управлений, управлений и отделов внутренних дел. Деятельность МВД Кыргызстана строится в соответствии с принципами законности, гуманизма, уважения прав человека, взаимодействия с другими государственными органами, общественными объединениями и гражданами.

## Историякыргызской милиции[1]

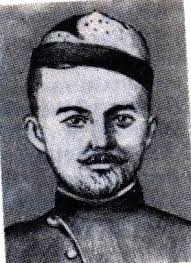
Балтыходжа Султанов (1884—1919)

Впервые правоохранительные органы появились в республике в конце 19 века, когда Кыргызстан входила в состав Российской Империи. После свержения самодержавия в России в феврале 1917 года, царская полиция была упразднена. Юридическим закреплением этого процесса стали постановления Временного правительства о ликвидации корпуса жандармов, об упразднении Департамента полиции и провозглашении «народной милиции». Правовая основа организации и деятельности милиции определялась постановлениями Временного Правительства «Об утверждении милиции» и «Временным положением о милиции», изданными 17 апреля 1917 года.
Основателем милиции Кыргызстана в 1918 году), основателем и первым начальником милиции города Ош является Султанов Балтыходжа Султанович.
В Пишпекском уезде сформировался красногвардейский отряд во главе с А. Гончаровым. Совет объявил запись в Красную гвардию, одновременно выполнявшую милицейские функции, и к началу марта 1918 года здесь уже действовал крупный отряд численностью 200 сотрудников, который оказал большую помощь в установлении и упрочении Советской власти в южных районах Семиреченской области. Одновременно с Пишпекским был создан красногвардейский отряд и в Токмаке.

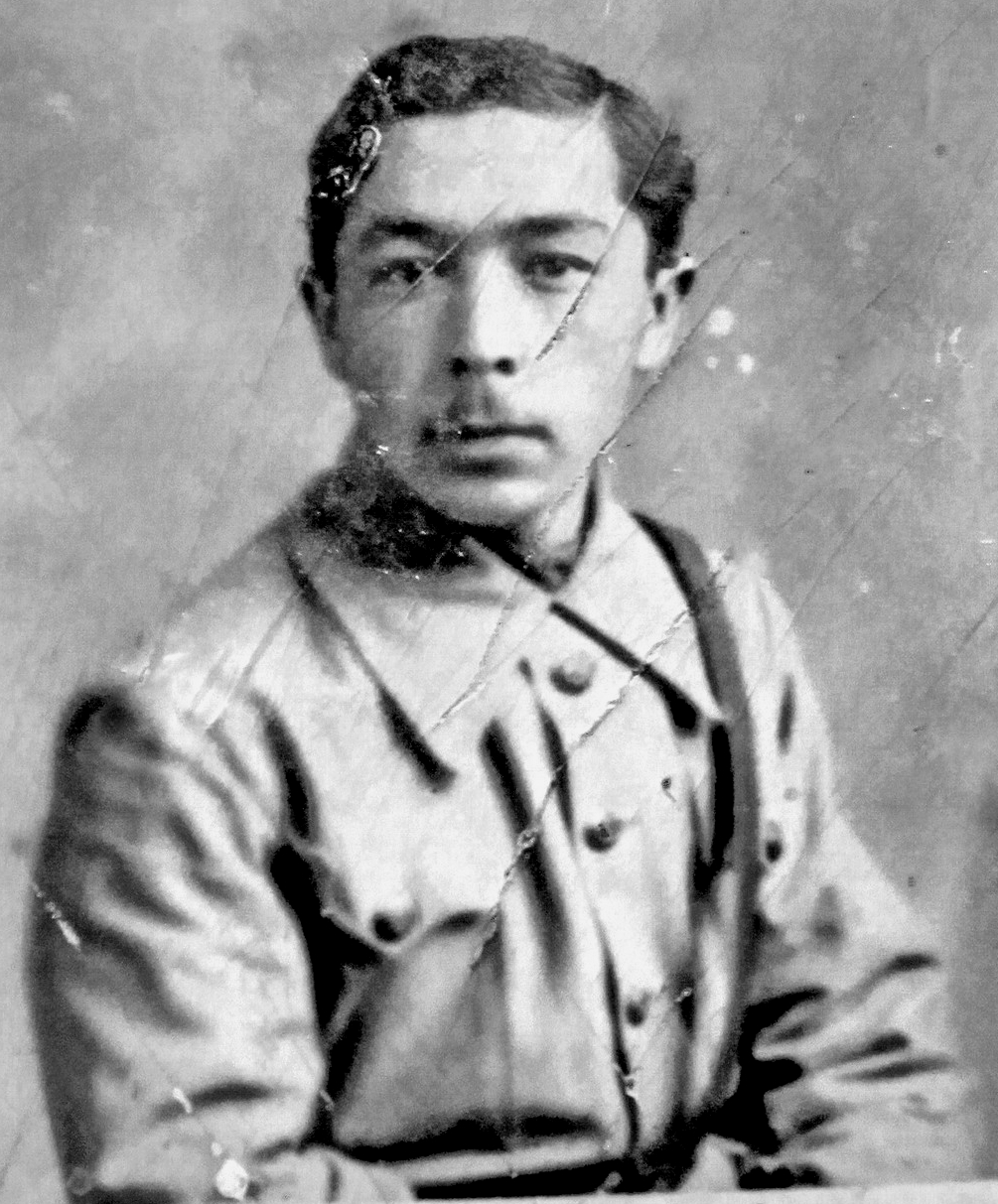
Санжар Косимбеков Фото 1920 год

В конце января 1918 года в городе Ош образовалась военная комиссия по организации уездно-городской народной милиции. 5 февраля 1918 года в канцелярии этой комиссии состоялось объединённое заседание общественных организаций Оша, посвящённое созданию народной милиции и передаче конфискованного у населения оружия для её вооружения. Ошская партийная организация направила лучших своих представителей в организуемую народную милицию. Первым начальником и основателем милиции города Ош стал большевик заместитель руководителя Ошского уезда Балтыходжа Султанов. В создании Ошской уездной милиции активное участие принял также брат Балтыходжи Султанова — Насрулла Султанов (один из первых милиционеров Оша), который был отцом Мухтара Насруллаевича Султанова первого заместителя министра МВД Узбекистана.

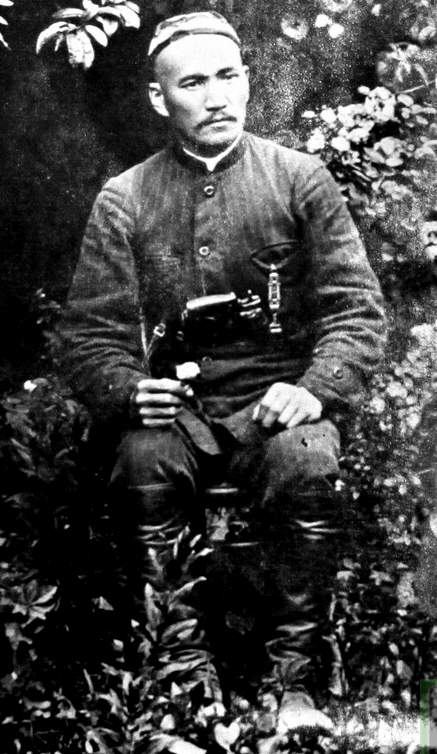
Туланбой Машрапов начальник милиции Ошского округа Фото 1925 год

В период упрочнения Советской власти милиция являлась органом диктатуры пролетариата, не только стояла на защите завоеваний революции, выполняя функции Красной армии до её создания, но и проводила агитационно-массовую и политико-воспитательную работу. Сотрудники милиции распространяли газеты среди сельских и волостных ревкомов и мусульманского населения. В годы гражданской войны и борьбы с басмачеством стали создаваться отряды самообороны и добровольческие отряды, выполнявшие функции милиции. В борьбе с басмачеством отличился первый начальник и основатель милиции города Ош, а затем первый начальник ЧК Ошского уезда и основатель ГКНБ Кыргызстана Балтыходжа Султанов.
В период становления Ошская окружная милиция была укомплектована сотрудниками милиции на 75 % из них 80 % были неграмотны, не было средств передвижения, криминалистической техники, милиционеры были вооружены трофейными винтовками японского производства времён русско-японской войны (ЦГА КР. Ф. 1428, оп. 1, д. 23, л. 23).
Штат отдела уголовного розыска Ошского уезда (как и милиции в целом) был малочисленным. Так, в ОУР Ошского уезда к 1 января 1920 года был 21 сотрудник. В дальнейшем начальниками милиции Ошского округа были Отажон Сулаймонов, Туланбой Машрапов и Гозибой Кузибоев
В жестокой борьбе с бандитскими шайками погибли сотни сотрудников милиции угрозыска Кыргызстана и среди них первые начальники милиции Балтыходжа Султанов, Отажон Сулаймонов, Гозибой Кузибоев.
В 1919 году бандиты курбаши Мойдунбека зверски расправились с Балтыходжой Султановым, а 1927 году, отражая попытку группового вооруженного побега заключенных из Ошского исправдома, погиб милиционер Ошской милиции Отажон Сулайманов, в 1931 году, стремясь предотвратить теракт против председателя ЦИКа Кирг. АССР Абдыкадыра Орозбекова, погибает начальник Ошской милиции Гозибой Кузибоев.
Навсегда останутся в истории имена тех, кто создавал первые подразделения рабоче-крестьянской милиции Киргизстана. Это Б. С. Султанов, Н. С. Султанов, Э. Алиев, А. Орозбеков, С. Касымбеков, Г. Шадилов, С. Мураталин, Т. Токбаев, И. Кабеков, Д. Карабеков, И. Токбаев, З. Бегалиев, Г. Улисков, Н. Орозалиев и многие другие

### Борьба сбасмачествомна юге Кыргызстана органами милиции и Красной гвардией
В июне 1918 года под руководством большевистской партийной организации А. Г. Аношина и Б. С. Султанова в Оше был создан отряд Красной Гвардии из 70 добровольцев, позднее в июле 1919 года в отряд входило уже 160 человек. Отряд поддерживал порядок обеспечивал население в проблемных районах хлебом и продуктами питания. Всего же на территории Туркестанского края, куда входил Кыргызстан, к середине 1918 года в Красной Гвардии и отрядах самообороны насчитывалось 11 тысяч человек.
В июле 1918 года банды басмачей предприняли попытку захватить Ош. Однако 70 добровольцев 1-го Ферганского полка, охранявших город, при поддержке населения сумели продержаться до прихода воинской части из Андижана и защитить город. Особую опасность представляло соединение, басмаческих банд курбаши Мадаминбека и главаря кулацко-крестьянской армии К. И. Монстрова, которые стремились свергнуть Советскую власть в Ферганской области. Бандам Мадаминбека и К. И. Монстрова, значительно превосходящим в численном отношении красноармейские части, удалось захватить Ош и Джалал-Абад и начать наступление на Андижан, где располагался штаб войск Ош-Андижанского участка. 26 сентября 1919 года был освобождён Ош.
В 1919 году первый начальник милиции Оша и первый начальник ЧК Ошского уезда Б. Султанов при защите города Ош зверски погиб от рук басмачей и первым был похоронен на братской могиле павших в борьбе за Советскую власть в Оше. Которая расположена в центральном городском сквере города Ош, возле дома культуры (ныне русская православная церковь). Под плитой мемориального комплекса «Вечный огонь» похоронены в братской могиле бойцы Красной армии, погибшие в период с 1919 по 1926 год, это: Балтыходжа Султанов, Фазылбек Касымбеков, Балтыхан Бабаджанов, Отабек Тиллабаев, Кузибай Ахмедов, Ахмаджон Юсупджанов, Валерий Бессонов, Пётр Павленко, Леонтий Лавода, Александр Пономаренко. Число захороненных составляет около 100 человек. На братской могиле установлены стилобаты с памятными досками. В 1974 году открыт памятник, представляющий собой стелу из серого мрамора, в которой пробита сквозная асимметричная звезда. Перед ней на плите из чёрного мрамора зажжён Вечный огонь. На стеле отлиты из бронзы слова: «Вечная слава павшим в борьбе за Советскую власть».
1960 году было упразднено Министерство внутренних дел СССР с передачей его функций республиканским министерствам. Эта мера не оправдала себя, так как упразднение единого органа управления в области охраны правопорядка усложнило координацию работы республиканских органов по борьбе с преступностью; привело к неоправданному разнобою в нормативном регулировании ряда служебных вопросов.
17 августа 1962 года Совет Министров СССР утвердил новое Положение о Советской милиции и принял Указ «Об установлении ежегодного праздника — Дня Советской милиции». Стало регулярно проводиться аттестация личного состава ОВД, большую помощь милиции стали оказывать добровольные народные дружины по охране общественного порядка, комсомольские оперативные отряды. Они формировались партийными, комсомольскими организациями на предприятиях, вузах.
В июне 1966 г. ЦК КПСС принял решение о преобразовании МВД в министерство охраны общественного порядка (МООП) «в целях конкретизации». Однако и пожарная охрана, и УИТУ остались в ведении МООП.
17 декабря 1968 года, Указом ПВС МООП республики был переименован в МВД Киргизской ССР.
19 мая 1969 года Приказом МВД СССР была открыта Фрунзенская специальная средняя школа милиции МВД СССР. На учебу было принято 64 человека из числа сотрудников милиции и гражданской молодежи, демобилизованной из рядов Советской Армии.
В годы независимости началась реформа МВД, в ходе которой в период с 1999 по 2005 годы численность органов внутренних дел была сокращена на 50 %. Главное управление исполнения наказания (ГУИН) было передано Министерству Юстиции, Государственная противопожарная служба передана в подчинение МЧС. В феврале 2014 года Внутренние войска были выведены из состава МВД.
30 апреля 2013 года Правительство своим постановлением за № 220 утвердило «Меры по реформированию органов внутренних дел Кыргызской Республики», определив направления нового курса преобразований в милиции. В целях координации реформы, был создан Совет по реформированию и развитию системы правопорядка при правительстве, возглавляемый вице-премьер-министром. Сеть общественных организаций — Гражданский союз «За реформы и результат» — заявила о начале общественного мониторинга за ходом изменений в правоохранительном ведомстве.

## Структура[19]
- Центральный аппарат
- Внутренние войска
- Территориальные главные управления, управления, отделы и отделения
- Главный штаб
- Главное управление кадров
- Главное управление уголовного розыска
- Следственная служба
- Служба общественной безопасности
- Главное управление по обеспечению безопасности дорожного движения
- Служба внутренних расследований
- Служба по борьбе с незаконным оборотом наркотиков
- Служба по борьбе с экстремизмом и нелегальной миграцией
- Секретариат
- Служба внутреннего аудита
- Национальное центральное бюро Интерпола
- Главное управление информационных технологий
- Главное управление финансово-хозяйственного обеспечения
- Служба охраны
- Управление организации государственной защиты
- Управление внутренних дел на транспорте
- Экспертно-криминалистическая служба
- Управление криминалистического сопровождения оперативного анализа
- Полк специального назначения
- Специальные отряды быстрого реагирования (СОБР)[20]

## Руководство
Главой ведомства является министр внутренних дел, который назначается Указом президента Кыргызстана. На данный момент министром является генерал-лейтенант милиции Ниязбеков Улан Омоканович.
Министр имеет пятерых заместителей, в том числе одного первого и начальника ГУИТ.
Первый заместитель министра:
генерал-майор милиции Бийбосунов Адылбек Качкынбекович
Заместители министра:
генерал-майор милиции Аширходжаев Эркебек Джумабекович;
генерал-майор милиции Абдиев Нурбек Такабаевич;
генерал-майор милиции Урмамбетов Октябрь Джолдошович;
генерал-майор милиции Ниязбеков Сүйүнбек Ниязбекович.

## Основные задачи МВД КР
- обеспечение личной безопасности, прав, свобод и законных интересов граждан
- осуществление мер по выявлению, предупреждению, пресечению, раскрытию преступлений и административных правонарушений, расследованию уголовных дел
- организации охраны всех форм собственности, оказание помощи в пределах, установленных законодательством КР, гражданам, должностным лицам, предприятиям, учреждениям, организациям и общественным объединениям в осуществлении их законных прав и интересов
- принятие мер по обеспечению законности
- руководство подведомственными отделами внутренних дел по выполнению возложенных задач, организации и совершенствования их деятельности

## Подготовка кадров
Подготовку кадров для органов внутренних дел осуществляют Академия МВД и Средняя Школа МВД КР. Также ежегодно выделяется квота в вузы МВД России.

### Академия МВД[21]
19 мая 1969 года Приказом МВД СССР создана Фрунзенская специальная средняя школа милиции МВД СССР. В учебном заведении преподавательский состав был скомплектован за счёт Иваново-Франковской и Елабужской специальных средних школ милиции МВД СССР, а также из числа практических работников МВД Киргизии.
9 июля 1991 года, в связи с процессами суверенизации союзных республик, Фрунзенская специальная средняя школа милиции МВД СССР Указом главы государства была преобразована в Бишкекскую высшую школу МВД Кыргызской Республики.
15 января 2000 года, Указом президента Кыргызской Республики Бишкекская высшая школа МВД Кыргызской Республики была преобразована в Академию Министерства внутренних дел Кыргызской Республики им. Генерала-майора Э.А. Алиева. После окончания 5-летнего курса обучения курсанты получают звание «лейтенант» и специальность «юриспруденция».
Факультеты:
- Факультет по подготовке управленческих кадров, переподготовке и повышению квалификации
- Факультет по подготовке специалистов с высшим юридическим образованием
- Факультет по подготовке офицеров для УИД
- Факультет по подготовке научных и научно-педагогических кадров
- Факультет по заочному обучению (к которому относятся УКП в г. Чолпон-Ата и филиал в г. Ош)

Кафедры:
- Общественно-политических дисциплин
- Государственно-правовых дисциплин
- Информатики и теории управления
- Языковой подготовки
- Иностранных языков
- Уголовного права
- Уголовного процесса
- Уголовно-исполнительной деятельности
- Боевой и физической подготовки
- Мобилизационной и тактико-специальной подготовки
- Военной подготовки
- Педагогики и психологии
- Криминалистики, оперативной и специальной техники
- Административного права и административной деятельности
- Оперативно-розыскной деятельности
- Гражданско-правовых дисциплин

### Средняя школа МВД[22]
Средняя специальная школа МВД Кыргызской Республики одна из самых старейших учебных заведений в республике.
25 июля 1925 года на территории Киргизии, на основании постановления № 95 начальника Пишпекской милиции Бородина образовалась первая школа милиции
В ноябре 1938 года открылась межобластная школа РКМ НКВД Кыргызской ССР с 2-х годичным обучением.
В 2000 году в суверенной Киргизии постановлением Правительства № 614 от 4.10.2000 года на основе реорганизации Центра подготовки кадров была вновь создана Средняя специальная школа МВД Кыргызской Республики, которая осуществляла подготовку специалистов со средним специальным образованием по специальности «Правоведение» и званием «младший лейтенант милиции».